# José María López de Silva Sánchez
José María López de Silva Sánchez (Huelva, 1 de febrero de 1983) conocido como López Silva es un exfutbolista español. Jugaba de centrocampista, y su último equipo fue el Unión Deportiva Tamaraceite.

## Trayectoria
Jugó en las categorías inferiores del Real Madrid y del Valencia CF pero su carrera profesional empezó con el CD Linares.
En el mercado de verano de la temporada 2011-2012 ficha por el Córdoba CF procedente del Cádiz CF donde jugó en el grupo IV de la Segunda División B. Al finalizar la temporada 2011/2012, llegó a disputar la fase de ascenso a la Primera División del fútbol español, teniendo la posibilidad de ascender de categoría. Finalmente no consiguió el ascenso con el Córdoba Club de Fútbol tras caer eliminados en la primera eliminatoria frente al Real Valladolid.
Renovó por 2 temporadas por el club cordobesista, con lo cual acabará su contrato como blanquiverde el 30 de junio de 2015.

## Clubes
| Club                    | Período   | Parts. | Goles |
| ----------------------- | --------- | ------ | ----- |
| CD Linares              | 2004-2005 | 27     | 11    |
| Burgos CF               | 2005-2006 | 32     | 7     |
| CD Alcalá               | 2006-2007 | 32     | 7     |
| Orihuela                | 2007-2008 | 32     | 1     |
| Cádiz CF                | 2008-2009 | 34     | 3     |
| Cádiz CF                | 2009-2010 | 15     | 12    |
| Cádiz CF                | 2010-2011 | 34     | 2     |
| Córdoba CF              | 2011-2016 | 66     | 29    |
| Club Deportivo Alcoyano | 2016-2018 |        |       |
| UD Tamaraceite          | 2018-2023 |        |       |